# Гамбиър
Гамбиър (Gambier Island) е остров близо до Ванкувър, Британска Колумбия, Канада.
Площта му възлиза на 69 кв. км. Населението му е около 200 души.
През 1860 г. е наречен на адмирал Джеймс Гамбиър, служил в британския флот.